# Кінг-Вільям (округ, Вірджинія)
Шаблон:StateAbbr_ 37°42′24″ пн. ш. 77°05′18″ зх. д. / 37.7066° пн. ш. 77.08839° зх. д.
Округ Кінг-Вільям (англ. King William County) — округ (графство) у штаті Вірджинія, США. Ідентифікатор округу 51101.

## Історія
Округ утворений 1702 року.

## Демографія
За даними перепису 2000 року загальне населення округу становило 13146 осіб, зокрема міського населення було 2567, а сільського — 10579. Серед мешканців округу чоловіків було 6470, а жінок — 6676. В окрузі було 4846 домогосподарств, 3786 родин, які мешкали в 5189 будинках. Середній розмір родини становив 3,06.
Віковий розподіл населення поданий у таблиці:
| Стать    | До 15 років | 15-21 | 22-29 | 30-39 | 40-49 | 50-65 | 65-85 | Понад 85 |
| -------- | ----------- | ----- | ----- | ----- | ----- | ----- | ----- | -------- |
| Чоловіки | 1455        | 503   | 572   | 1083  | 1046  | 1148  | 609   | 54       |
| Жінки    | 1379        | 530   | 623   | 1104  | 1112  | 1058  | 758   | 112      |

## Суміжні округи
- Кінг-енд-Квін — північний схід
- Нью-Кент — південь
- Гановер — південний захід
- Керолайн — північний захід

## Виноски
1. ↑  U.S. Decennial Census. United States Census Bureau. Архів оригіналу за 12 травня 2015. Процитовано 3 січня 2014.
2. ↑  Historical Census Browser. University of Virginia Library. Архів оригіналу за 11 серпня 2012. Процитовано 3 січня 2014.
3. ↑  Population of Counties by Decennial Census: 1900 to 1990. United States Census Bureau. Архів оригіналу за 15 грудня 2013. Процитовано 3 січня 2014.
4. ↑  Census 2000 PHC-T-4. Ranking Tables for Counties: 1990 and 2000 (PDF). United States Census Bureau. Архів оригіналу (PDF) за 18 грудня 2014. Процитовано 3 січня 2014.
5. ↑  State & County QuickFacts. United States Census Bureau. Архів оригіналу за 13 липня 2011. Процитовано 3 січня 2014.(англ.) Наведено за англійською вікіпедією.
6. ↑  American FactFinder. Бюро перепису населення США. Архів оригіналу за 29 липня 2011. Процитовано 31 січня 2008.

| США | Це незавершена стаття з географії США. Ви можете допомогти проєкту, виправивши або дописавши її. |